# Eduardo Santos Montejo
Eduardo Santos Montejo (1888-1974), advogado, jornalista, historiador e político, foi presidente da Colômbia entre 1938 e 1942. O ex-presidente Juan Manuel Santos Calderón é seu descendente, sobrinho neto.

## Vida
Foi membro e presidente da Academia Colombiana de História durante as décadas de 1940 e 1950 e chefe do Partido Liberal, influenciando as decisões políticas em seu país por quase quarenta anos. É considerado um dos grandes humanistas do século XX na Colômbia.
Como jornalista, destacou-se trabalhando para um dos jornais mais influentes da Colômbia, El Tiempo , do qual defendeu os interesses do Partido Liberal e suas próprias ambições políticas. Esteve à frente do jornal desde sua aquisição por Alfonso Villegas em junho de 1913, até sua morte em 1974.

Ele ocupou o cargo de Presidente da República da Colômbia entre 1938 e 1942, no período conhecido como La Gran Pausa, em contraste com a Revolución en Marcha de seu antecessor e rival Alfonso López Pumarejo. Como presidente, conseguiu manter a Colômbia neutra durante a Segunda Guerra Mundial até a entrada dos Estados Unidos na guerra no final de 1941. Criou o Ministério do Trabalho, dando importância às causas dos trabalhadores que desde a década de 1920 vinham avançando na sociedade colombiana.